# Arne Nygren
Arne Johannes Nygren, född 15 juni 1925 i Umeå, död 10 mars 2019 i Bromma (Västerled), var en svensk journalist och politiker (socialdemokrat).
Nygren var ledamot av riksdagens andra kammare 1969–1970, invald i Västerbottens läns valkrets.